# Tabernaemontana cuspidata
Tabernaemontana cuspidata är en oleanderväxtart som beskrevs av Henry Hurd Rusby. Tabernaemontana cuspidata ingår i släktet Tabernaemontana och familjen oleanderväxter. Inga underarter finns listade i Catalogue of Life.